# Соколовский сельсовет (Тамбовская область)
Соколовский сельсовет — сельское поселение в Кирсановском районе Тамбовской области Российской Федерации.
Административный центр — село Соколово.

## История
Статус и границы сельского поселения установлены Законом Тамбовской области от 17 сентября 2004 года № 232-З «Об установлении границ и определении места нахождения представительных органов муниципальных образований в Тамбовской области».
В соответствии с Законом Тамбовской области от 3 декабря 2009 года № 587-З в состав сельсовета включён упразднённый Подвигаловский сельсовет.

## Население
| 2010  | 2012  | 2013  | 2014  | 2015  | 2016  | 2017  |
| ----- | ----- | ----- | ----- | ----- | ----- | ----- |
| 3526  | ↘3499 | ↘3465 | ↘3367 | ↘3271 | ↗3591 | ↘3424 |
| 2018  | 2019  | 2020  | 2021  |       |       |       |
| ↘3282 | ↘3167 | ↘3075 | ↘2141 |       |       |       |

## Состав сельского поселения
| №  | Населённый пункт | Тип населённого пункта       | Население |
| -- | ---------------- | ---------------------------- | --------- |
| 1  | Беклемищево      | деревня                      | 50        |
| 2  | Берёзовка        | деревня                      | 37        |
| 3  | Красный Пахарь   | посёлок                      | 1         |
| 4  | Мерлиновка       | деревня                      | 37        |
| 5  | Михайловка       | деревня                      | 0         |
| 6  | Можаровка        | деревня                      | 33        |
| 7  | Монаково         | деревня                      | 5         |
| 8  | Николаевка       | деревня                      | 2         |
| 9  | Новая Ульяновка  | деревня                      | 0         |
| 10 | Ольшанка         | село                         | 78        |
| 11 | Подвигаловка     | село                         | 156       |
| 12 | Полевой          | посёлок                      | 1359      |
| 13 | Рачиновка        | деревня                      | 5         |
| 14 | Садовый          | посёлок                      | 1011      |
| 15 | Соколово         | село, административный центр | 599       |
| 16 | Трубниково       | деревня                      | 18        |
| 17 | Ульяновка        | село                         | 135       |

### Упразднённые населённые пункты
Деревни Кудрино, Кузнецовка  и Соловьёвка.